# Salome Dadiani
Salome Dadiani (in georgiano სალომე დადიანი?; 13 ottobre 1848 – 23 luglio 1913) è stata una principessa georgiana, unica sorella di Niko Dadiani, ultimo principe di Mingrelia.

## Primi Anni

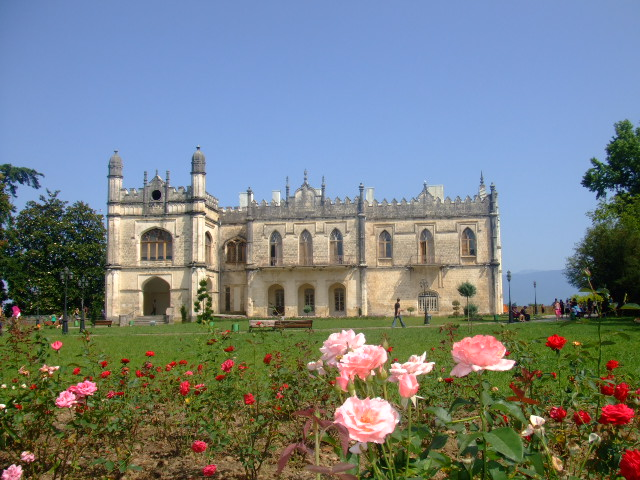
The Dadiani Palace in Zugdidi.

Salomé Dadiani nacque il 13 ottobre 1848. Era una figlia di David Dadiani, principe di Mingrelia e principessa Ekaterine Chavchavadze. Suo fratello maggiore era principe Niko e suo fratello minore era il principe Andria.
Suo nonno paterno era Levan V Dadiani. I suoi nonni materni erano la principessa Salomé Orbeliani e il principe Alexander Chavchavadze, un noto generale georgiano e figlioccio di Caterina la Grande di Russia. Sua nonna era una pronipote di Erekle II della Georgia orientale. Sua zia, principessa Nino sposò il drammaturgo, compositore e diplomatico russo Aleksandr Griboyedov, mentre un'altra zia, la principessa Sophie, sposò il conte Alexandr Nikolai, ministro dell'istruzione della Russia imperiale.
Dopo la morte del padre nel 1853, sua madre assunse le responsabilità del principe e fu riconosciuta da Nicola I di Russia come reggente di Mingrelia per conto del fratello, il principe Niko. Nicola assegnò a sua madre un consiglio di reggenza che includeva i suoi zii, il principe Grigol Dadiani e il principe Konstantin Dadiani.

## Vita Personale

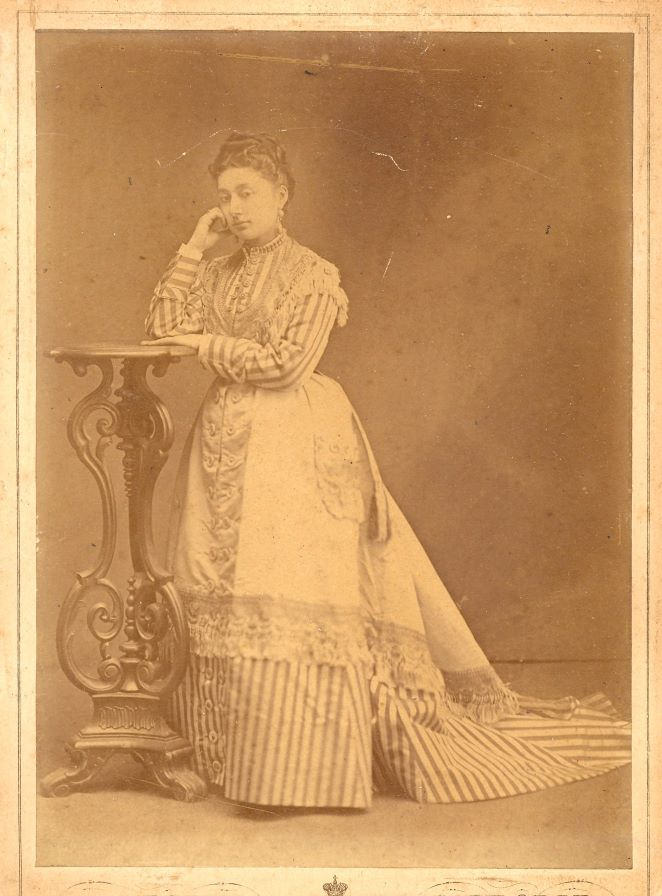
Principessa Salomé

Accompagnò sua madre, la Principessa Ek'at'erine, nella sua visita a Parigi nel 1868 e sposò il Principe Carlo Luigi Napoleone Achille Murat (1847–1895), fu un fratello di Gioacchino, IV Principe Murat (e nipote del Maresciallo Gioacchino Murat), il 13 maggio 1868.
La coppia si trasferì ad Algeri dopo che Murat vi fu assegnato un comando militare, tornando a Parigi nel 1870, dove rimasero fino alla caduta di Napoleone III.
Si sono poi trasferiti in una tenuta della famiglia Dadiani a Samegrelo, hanno coltivato l'uva e fondato un'azienda vinicola.
Tornò con i suoi figli a Parigi dopo la morte del marito nel 1895, morendovi nel 1913.
I loro discendenti, il Principe e la Principessa Murat, risiedono attualmente a Tbilisi dopo aver vissuto a Zugdidi in Georgia.

## Figli

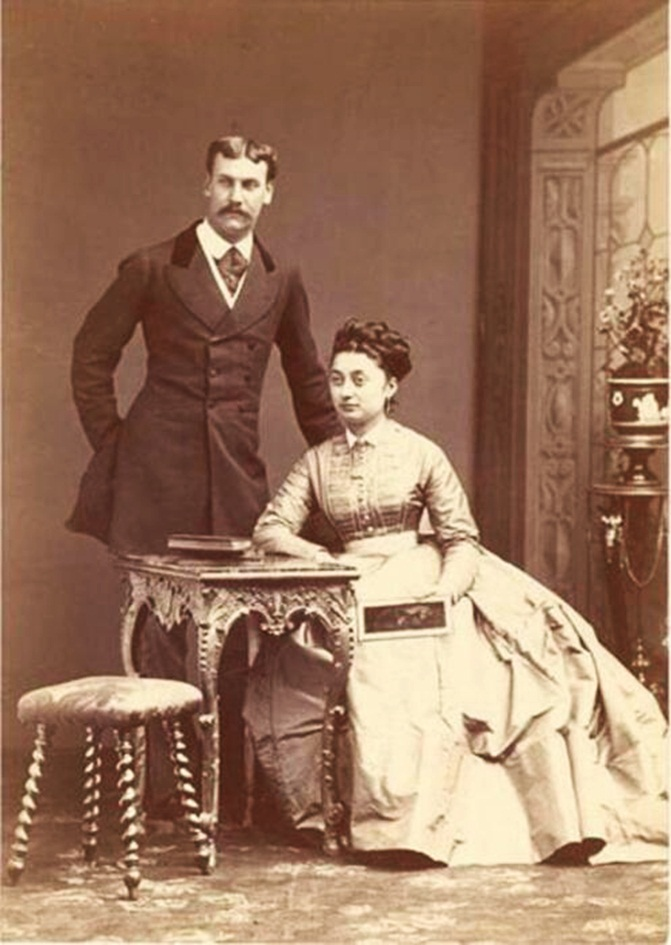
Salomé con il consorte, il Prince Achille Murat (1847–1895)

Sposò il principe Carlo Luigi Napoleone Achille Murat (1847–1895) il 13 maggio 1868. Il principe Achille, figlio di Lucien, terzo principe Murat, fu un fratello minore di Gioacchino, 4º principe Murat e nipote del maresciallo di Francia e re di Napoli Gioacchino Murat e Carolina Bonaparte (la sorella minore dell'imperatore Napoleone ). Insieme sono stati i genitori di:
- Il principe Luciano Carlo Davide Napoleone (1870–1933), che sposò Marie Augustine de Rohan-Chabot il 27 febbraio 1895.[6], da lei ebbe un figlio Achille Napoleone  (1898-1987). Marie Augustine era una figlia di Alain de Rohan-Chabot, duca di Rohan.[7] Sua sorella maggiore, Marie-Joséphine de Rohan-Chabot, era la moglie di Louis de Talleyrand-Périgord (nipote di Louis de Talleyrand-Périgord e nipote di Boson de Talleyrand-Périgord). Dopo la morte del principe nel 1933, la sua vedova sposò lo scrittore e diplomatico francese conte Charles de Chambrun.[8]
- Il principe Luigi Napoleone Achille Carlo (1878–1943), maggiore generale dell'esercito russo, morto a Nizza, in Francia, nel 1943.[2]
- Principessa Antonietta Caterina (1879–1954), sposata con Gabrielle Johan Carlo Giuseppe Luigi Maria Nino Bortolotto Bebe. Con prole.[2]